# 万宝螺

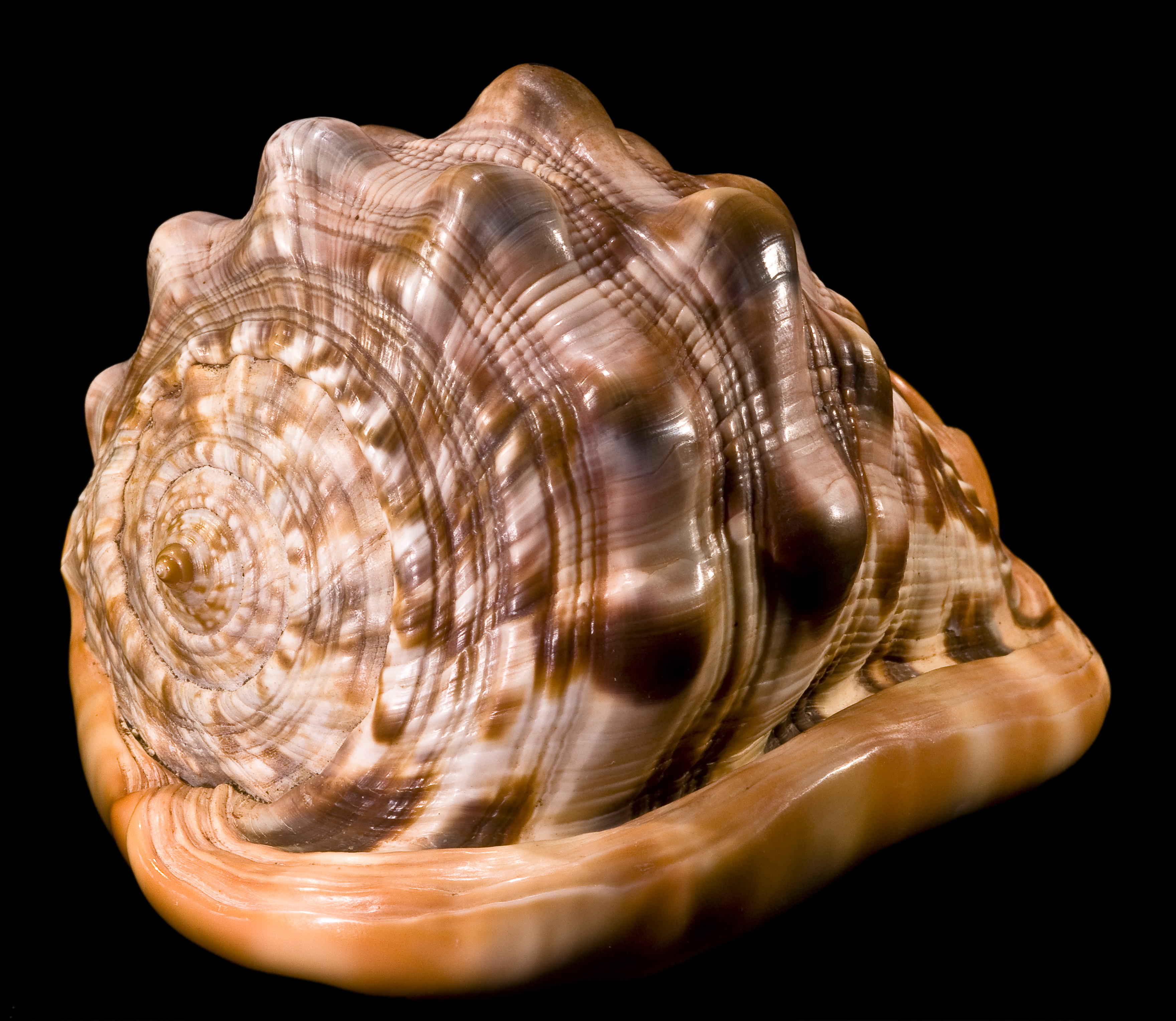
万宝螺

万宝螺（学名：Cypraecassis rufa），是唐冠螺科万宝螺属的一种。舊屬异腹足目，今屬玉黍螺類支序的鶉螺總科。

## 分佈
主要分布于印度尼西亚、中国大陆、台湾，常栖息在浅海。 万宝螺是世界四大名螺之一。